# Michael Veltman
Michael Veltman (* 1960 in Bonn) ist ein deutscher Kirchenmusiker.

## Leben
Veltman studierte von 1981 bis 1985 Kirchenmusik an der Hochschule für Musik und Tanz Köln. 1985–1988 nahm er privaten Unterricht bei Daniel Roth in Paris. 1986–1989 studierte er Komposition an der Hochschule für Musik und Tanz Köln. 1988–1990 setzte er seine Orgelstudien bei Daniel Roth an der Hochschule für Musik Saar fort. 1993–1995 studierte er Kammermusik an der Folkwang Universität der Künste. 
Von 1985 bis 1991 wirkte er als Kantor an der Schlosskirche der Universität Bonn. Ab 1991 versah er die Kirchenmusikerstelle der Katholischen Pfarrgemeinde Troisdorf und seit 2022 ist er Organist und künstlerischer Leiter der Kunst-Station Sankt Peter in Köln. Als Organist konzertierte er unter anderem in der Kathedrale Notre-Dame de Paris, in der Abteikirche Saint Ouen in Rouen und in der Kathedrale von Saint-Denis. Lehrtätigkeiten führten ihn an die Kirchenmusikschule Rottenburg und an das Konservatorium der Stadt Köln. Im Bereich der improvisierten Musik arbeitete er 2024 mit der GruppeTON (Matthias Muche , Constantin Herzog, Etienne Nillesen).

## Kompositionen
- today is life. Für Vokalensemble, zwei Violen, zwei Violoncelli und Kontrabass. 2021.
- Janis Joplin Fragments. Tonbandkomposition mit live Zuspiel. 2020.
- tomorrow never comes. Für Klavier vierhändig und intervenierendes Ensemble. 2019/2020.
- Leisegang-Fragmente. 2018.
- un enfant passa. 2017.
- Spielrein. Destruktion. Für Stimme und Klavier. 2017.
- nachts. Für Violine. 2017.
- will I. Für Viola und Klavier. 2017.
- Julius. Für Violine, Viola, Violoncello und Klavier. 2017.